# 北関東ダービー (競馬)
北関東ダービー（きたかんとうダービー）は、宇都宮競馬場で行われていた競馬の競走である。
北関東皐月賞（1冠目）、北関東菊花賞（3冠目）とで「北関東三冠」を形成していた。

## 概要
1973年に4歳（現3歳）の競走「北関東ダービー」として創設。第1回は宇都宮競馬場のダート1900メートルで施行された。また、ダービーとしては遅い11月18日の開催だった。
1980年からダート2000メートルでの施行になり、1982年からは夏（6月・7月）に開催されるとともに北関東さつき賞（のちの北関東皐月賞）、しもつけ菊花賞との「栃木三冠」を形成した。
1989年から1994年まで競走名を「とちぎダービー」に改称。
2000年からは、高崎競馬場で行われる北関東菊花賞が3冠目のレースになり「北関東三冠」が形成。これにより、しもつけ菊花賞は廃止。
2004年にフジエスミリオーネが優勝（のちに三冠達成）するも2005年3月に宇都宮競馬場が廃止となり、当競走も廃止となった。

## 歴代優勝馬
| 回数   | 施行日         | 優勝馬             | 性齢 | タイム | 優勝騎手 | 管理調教師 |
| ------ | -------------- | ------------------ | ---- | ------ | -------- | ---------- |
| 第1回  | 1973年11月18日 | カンダビクトリー   | 牝3  | 2:03.1 | 小出雄司 | 早川行男   |
| 第2回  | 1974年10月15日 | サンダーニセイ     | 牡3  | 2:02.1 | 川原道正 | 手塚佳彦   |
| 第3回  | 1975年10月7日  | キヨウワレデイ     | 牝3  | 2:02.1 | 重村隆司 | 橋本充夫   |
| 第4回  | 1976年11月3日  | マツノコウゲン     | 牡3  | 2:00.8 | 川原道正 | 手塚佳彦   |
| 第5回  | 1977年11月2日  | マルテイスター     | 牡3  | 2:02.1 | 川原道正 | 川村孝一   |
| 第6回  | 1978年11月8日  | アカギタタン       | 牡3  | 1:58.8 | 平井光二 | 大島一美   |
| 第7回  | 1979年11月7日  | ヤワタペリオツト   | 牡3  | 2:00.6 | 野村正直 | 早川長二   |
| 第8回  | 1980年11月3日  | トキノギフト       | 牡3  | 2:09.5 | 橋本茂喜 | 川嶋弘吉   |
| 第9回  | 1981年11月12日 | ミヤノシヨウグン   | 牡3  | 2:08.4 | 今平弥   | 田畑勝男   |
| 第10回 | 1982年7月8日   | ハシノシンゲン     | 牡3  | 2:06.6 | 吉田一   | 中村憲一郎 |
| 第11回 | 1983年6月23日  | ルーブルシルバー   | 牡3  | 2:08.8 | 福田三郎 | 青木光明   |
| 第12回 | 1984年6月10日  | ナサハラ           | 牡3  | 2:10.8 | 平澤則雄 | 中村憲一郎 |
| 第13回 | 1985年7月5日   | スルガキング       | 牡3  | 2:08.2 | 平澤則雄 | 荒川嘉幸   |
| 第14回 | 1986年7月3日   | サラノオー         | 牡3  | 2:07.5 | 堀江仁   | 堀江富雄   |
| 第15回 | 1987年7月2日   | アンリトル         | 牡3  | 2:09.0 | 福田三郎 | 佐藤和伸   |
| 第16回 | 1988年6月16日  | ダイコウガルダン   | 牡3  | 2:11.9 | 佐々木泉 | 重村隆司   |
| 第17回 | 1989年6月15日  | スエヒロキヤツプ   | 牡3  | 2:12.2 | 今平弥   | 室井兼雄   |
| 第18回 | 1990年7月1日   | ハシモトキング     | 牡3  | 2:10.4 | 鈴木正   | 中村憲和   |
| 第19回 | 1991年6月13日  | カネユタカオー     | 牡3  | 2:17.1 | 山口竜一 | 平石四郎   |
| 第20回 | 1992年7月5日   | ニシノリッチ       | 牡3  | 2:12.6 | 山口竜一 | 人見鉄也   |
| 第21回 | 1993年6月27日  | ネイティブハンター | 牡3  | 2:10.8 | 長島茂夫 | 川村孝一   |
| 第22回 | 1994年6月26日  | カルラネイチャー   | 牡3  | 2:13.5 | 平澤則雄 | 荒川嘉幸   |
| 第23回 | 1995年6月18日  | エヌケーオージ     | 牡3  | 2:11.7 | 早川順一 | 手塚佳彦   |
| 第24回 | 1996年6月23日  | レイカランマン     | 牡3  | 2:12.4 | 加藤和宏 | 澁谷武久   |
| 第25回 | 1997年6月22日  | ナスノステージワン | 牝3  | 2:13.4 | 山口竜一 | 人見鉄也   |
| 第26回 | 1998年6月14日  | イヴニングスキー   | 牡3  | 2:06.3 | 内田利雄 | 室井康雄   |
| 第27回 | 1999年6月27日  | ベラミロード       | 牝3  | 2:07.8 | 内田利雄 | 室井康雄   |
| 第28回 | 2000年6月18日  | オリエントハンター | 牡3  | 2:10.5 | 山口竜一 | 田畑勝男   |
| 第29回 | 2001年6月24日  | メモリーフォーラム | 牡3  | 2:09.5 | 金井正幸 | 川嶋弘吉   |
| 第30回 | 2002年6月9日   | メモリーブロンコ   | 牡3  | 2:14.8 | 水野貴史 | 川嶋弘吉   |
| 第31回 | 2003年6月8日   | タイガーロータリー | 牡3  | 2:15.9 | 水野貴史 | 川嶋弘吉   |
| 第32回 | 2004年6月13日  | フジエスミリオーネ | 牡3  | 2:10.7 | 平澤則雄 | 仁岸進     |

- 2000年以前の優勝馬の馬齢も現表記を用いる。